# Потоки (Кременчугский район)
Потоки (укр. Потоки) — село, Потоковский сельский совет, Кременчугский район, Полтавская область, Украина.
Код КОАТУУ — 5322484401. Население по переписи 2017 года составляло 2050 человек.
Является административным центром Потоковского сельского совета, в который, кроме того, входят сёла Малая Кохновка, Приднепрянское и Сосновка.

## Географическое положение
Село Потоки находится на правом берегу реки Псёл, выше по течению на расстоянии в 1 км расположено село Щербаки, ниже по течению на расстоянии в 2 км расположено село Приднепрянское, на противоположном берегу — село Дмитровка (Горишнеплавневский городской совет). Река в этом месте извилистая, образует лиманы, старицы и заболоченные озёра. Рядом проходят автомобильная дорога и железная дорога, станция Омельник в 1,5 км.

## История
- В 1862 году в местечке владельческом Потоки были 2 церкви православные, ярмарка, паромная переправа и 420 дворов где жило 3805 человек.
- В 1911 году в местечке Потоки были Николаевская и Успенская церкви, земская, церковно-приходская и грамоты школы и жило 2132 человека.[2]

## Экономика
- Птицефабрика <<Кременчугская>>
- ООО"Текро-Днепро".

## Объекты социальной сферы
- Спортивно-оздоровительный лагерь «Зоряный».
- Детский-оздоровительный лагерь «Энергетик».
- Детский учебно-оздоровительный комплекс «Эрудит».